# Павон, Кристиан
Кристиан Давид Павон (исп. Cristian David Pavón; родился 21 января 1996, Анисакате, Кордова, Аргентина) — аргентинский футболист, нападающий клуба «Гремио». Выступал за сборную Аргентины. Участник Олимпийских игр 2016 года. Участник чемпионата мира 2018 года.

## Клубная карьера
Павон — воспитанник клуба «Тальерес» из своего родного города. 7 декабря 2013 года в матче против «Вилья Сан-Карлос» он дебютировал в Примере B. 3 марта 2014 года в поединке против «Крусеро-дель-Норте» Кристиан забил свой первый гол за клуб.
В том же году Павон перешёл в «Бока Хуниорс». Сумма трансфера составила 1,3 млн евро. Для получения игровой практики он сразу же был отдан в аренду в «Колон». 9 августа в матче против «Институто» Павон дебютировал в аргентинской Примере. 4 сентября в поединке против «Гуарани А. Франко» он забил свой первый гол за «Колон».
В начале 2015 года Павон вернулся в «Боку». 5 апреля в матче против «Уракана» он дебютировал за «Хуниорс», заменив во втором тайме Николаса Лодейро. 20 апреля в поединке против «Лануса» Кристиан забил свой первый гол за команду, а мае отметился ещё одним мячом в «дерби» против «Ривер Плейта».
8 августа 2019 года Павон был взят в аренду клубом MLS «Лос-Анджелес Гэлакси» на оставшуюся часть сезона 2019 с правом выкупа или продления аренды на сезон 2020. В североамериканской лиге он дебютировал 11 августа в матче против «Ди Си Юнайтед». 25 августа в дерби против ФК «Лос-Анджелес» забил свой первый гол за «Гэлакси». 18 ноября клуб объявил о продлении аренды игрока на сезон 2020. По окончании сезона 2020 «Лос-Анджелес Гэлакси» попытался удержать Павона, проведя переговоры с ним и «Бока Хуниорс».

## Международная карьера
В 2013 году в составе юношеской сборной Аргентины Павон принял участие в юношеском чемпионате мира в ОАЭ. На турнире он сыграл в матчах против команд Ирана, Мексики и Швеции.
В 2015 году в составе молодёжной сборной Аргентины принимал участие в молодёжном чемпионате мира, на турнире провёл два матча.
26 июля 2016 года был включён в состав олимпийской сборной страны для участия в Олимпиаде в Рио-де-Жанейро вместо травмированного Мануэля Лансини. На турнире он сыграл в матчах против команд Португалии, Алжира и Гондураса.
11 ноября 2017 года в товарищеском матче против сборной России Павон дебютировал за сборную Аргентины.
В 2018 году Павон принял участие в чемпионате мира в России. На турнире он сыграл в матчах против команд Исландии, Хорватии, Нигерии и Франции.

## Достижения
Командные
 «Бока Хуниорс»
- Чемпион Аргентины (2) — 2015, 2016/17
- Обладатель Кубка Аргентины — 2014/15